# Бигем, Дэниел
Дэниел Джон Бигэм (англ. Daniel John Bigham; род. 2 октября 1991, Ньюкасл-андер-Лайм, Стаффордшир) — британский трековый и шоссейный велогонщик, призёр национальных, европейских и мировых чемпионатов.

## Спортивная карьера
Бигем выиграл свои первые национальные титулы по велоспорту на треке в 2017 году в командной гонке преследования, индивидуальной гонке преследования и гите на 1000 м, а также помог Великобритании одержать победу в Кубке мира UCI в командной гонке преследования в 2017 и 2018 годах. В 2019 и 2020 годах он завоевал ещё несколько медалей на национальном уровне, а в 2021 году побил мужской часовой рекорд езды Великобритании (см. ниже). Также в 2021 и в 2022 годах он завоевал серебро на шоссе в индивидуальной гонке с раздельным стартом. В 2022 году на чемпионате Великобритании по трековому велосорту в Ньюпорте (Уэльс) завоевал ещё один национальный титул, победив в индивидуальной гонке преследования.
С 2018 по 2021 год Бигем выступал за Ribble Weldtite категории UCI Continental Team. Затем он привлек к себе внимание общественности, став лидером команды Huub-Wattbike. Несмотря на отсутствие бюджета и работу вне системы British Cycling, они добились больших успехов на треке, выиграв этапы Кубка мира UCI и привнеся ряд технических и стратегических инноваций в командную гонку, прежде чем были внесены изменения в правила допуска трековых команд категории UCI Track Team.
С 2022 года работает в команде Ineos Grenadiers в качестве инженера по производительности, помогая гонщикам команды улучшить их аэродинамические характеристики.
Вместе с Чарли Танфилдом, Итаном Верноном и Оливером Вудом Бигхэм завоевал серебро в командной гонке на Играх Содружества 2022. После успеха в командной гонке Бигем также выступал в индивидуальной гонке на нескольких международных чемпионатах, завоевав серебро на чемпионате мира по трековому велоспорту 2023 года и чемпионате Европы по трековому велоспорту 2023 года, а затем золото на чемпионате Европы по трековому велоспорту 2024 года, где вместе с Итаном Хейтером, Верноном и Танфилдом он также завоевал золото в командной гонке.
Регулярно соревновался со своим товарищем по команде Ineos Grenadiers Филиппо Ганной, в частности, во время их попыток установить часовой рекорд и на чемпионате мира по трековому велоспорту 2023 года.
На летних Олимпийских играх в Париже стал обладателем серебряной медали в командной гонке преследования.

### Часовой рекорд езды
1 октября 2021 года Бигем проехал 54,723 км на велодроме Tissot в Гренхене (Швейцария) и побил британский национальный часовой рекорд езды принадлежавший Брэдли Уиггинсу. У него не было права пытаться установить рекорд UCI, поскольку он не был включён в антидопинговую систему UCI Registered Testing Pool, включая биологический паспорт. Хотя все гонщики команд UCI WorldTeam и UCI ProTeam входят в пул тестирования, Бигем оценил, что вступление в него в качестве индивидуального участника обойдется ему в 8000 фунтов стерлингов.
19 августа 2022 года Бигем побил часовой рекорд езды, проехав 55,548 км на велодроме Сюисс в Гренхене. Бигем удерживал рекорд чуть менее двух месяцев; в октябре 2022 года Филиппо Ганна зарегистрировал 56,792 км, превзойдя результат Бигема более чем на 1 км.
Ганна и Бигем встретились в финале индивидуальной гонки преследования на чемпионате мира ппо трековому велоспорту 2023 года, и Ганна выиграл у Бигем золото с перевесом в доли секунды.

### Личная жизнь
Бигем женат на велогонщице Джосс Лоуден, бывшей обладательницы женского часового рекорда езды, и у них есть общий ребёнок. По состоянию на 2024 год они проживают в Андорре.

### Рейтинги
| Год                 | 2016   | 2017 | 2018   | 2019  | 2020 | 2021  | 2022   | 2023   |
| ------------------- | ------ | ---- | ------ | ----- | ---- | ----- | ------ | ------ |
| Мировой рейтинг UCI | 1496-й | -    | 2640-й | 912-й | -    | 629-й | 1307-й | 1080-й |
| Европейский тур UCI | 1004-й | -    | 1755-й | 663-й | -    | 504-й | 907-й  | -      |
|                     |        |      |        |       |      |       |        |        |
| Источник: UCI       |        |      |        |       |      |       |        |        |